# Peter Widman (gulddragare)
Peter Widman, född 26 november 1735, död 15 januari 1790, var en svensk kunglig gulddragare. 

## Familj
Peter Widman var son till Sven Widman (d. 1772), komminister i Eds socken och Sollentuna socken, och Beata Charlotta (född Tranberg), (d. 1782). Han gifte sig med Sophia Christina Borgström, dotter till en såpfabrikör i Stockholm. De fick fyra barn: Sven A. (f. 1770), sedermera kammarskrivare, Gustav (f. 1773), Catharina Sophia (f. 1776), gift med ryttmästaren Carl Wilhelm Fröberg Wenus, och Pehr (f. 1778).
Hustrun dog i maj 1778 strax efter att sonen Pehr hade fötts. Petter Widman gifte om sig den 20 juni 1780 med Helena Smitt.
Han avled i lungsot den 15 januari 1790.

## Biografi
Under sin utbildning till gulddragare var han en tid anställd hos den ungerske fursten Nicolaus Esterhazy som hade kompositören Joseph Haydn som främsta uppdragstagare när det gällde olika musikevenemang inom furstehuset. Man antar att det var under den här tiden som hans intresse för musiken grundades och som gjorde att han senare blev nära bekant med Carl Michael Bellman. Väl hemkommen från Ungern bosatte han sig på Salviigränd 5 i Gamla stan som delvis också fungerade som verkstad. Han hade också en verkstad i Södertälje i en fastighet som han ägde. Widman var en av de två gulddragare som fanns i Stockholm på slutet av 1700-talet och var ansedd som mycket förmögen.
Peter Widman var bland annat med i Timmermansorden, Par Bricole och Arla Coldinuorden, och blev genom de två förstnämnda nära bekant med Carl Michael Bellman som tillhörde dessa. I Par Bricole var han också ordensbroder med grosshandlaren Johan Schön och friherre Carl Pfeiff som ägde Bo Gård på Lidingö. Andra ordensbröder i Widmans bekantskapskrets var Johan Tobias Sergel och Elis Schröderheim.
1774, när det ostyckade Lidingölandet genomgick laga skogsdelning mellan Lidingös 25 frälsehemman och såldes ut, köpte han godset Elfviks gård på Lidingö för att ha som sommarresidens. Bellman var en flitig gäst hos familjen Widman på Elfvik under många år, såväl sommar som vinter, där han författade en rad av sina mest kända dikter. Han hyllade familjen Widman som några av de mest gästvänliga och trevliga människor han hade träffat, där dörren till deras hem på Elfvik alltid stod öppen. Widmans stora musikintresse hade med all säkerhet en stor del i den nära bekantskapen som utvecklades under många år.
Inför Widmans jordfästning den 20 januari 1790 skrev Bellman en tung sorgedikt som inleds med orden; Mot Elfviks mulna strand, vid all naturens dvala, Syns Charon i sin båt sig närmare stranden hala.

## Utmärkelser
- Dekorerad med silvermedalj efter statskuppen 1772, den s.k. augustirevolutionen.

## Fotnoter
1. ↑  Datumet bekräftas av Carl Michael Bellmans hyllningsdikt till brudparet med rubriken "Bröllopsskrift vid Kungl. Hof-Gulddragaren Herr Widmans och Fru Helena Margaretha Smitts ägta förening den 20 Junii 1780".
2. ↑  Huset där Peter Widman bodde är numera rivet.